# Спорт в Квебеке

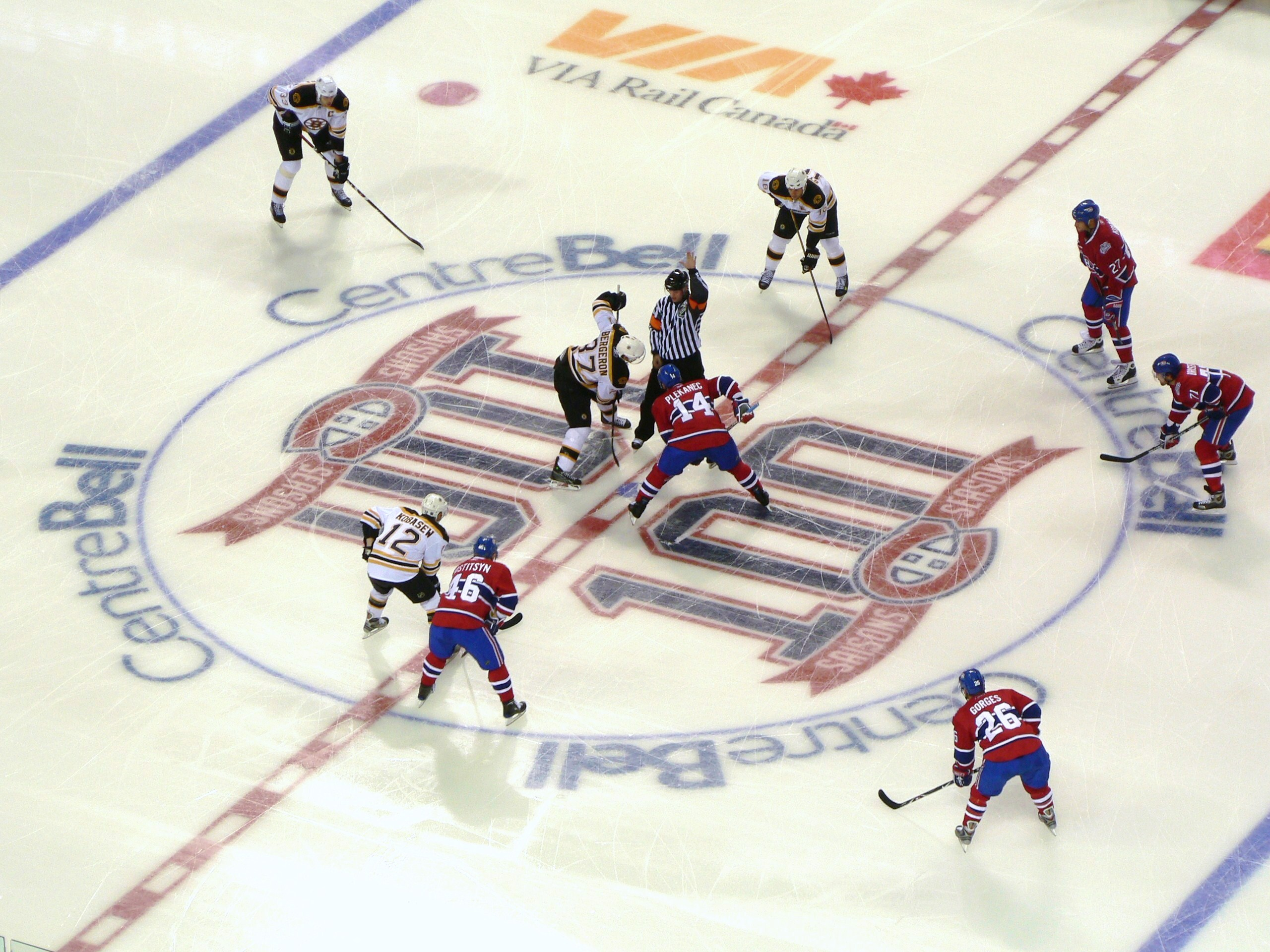
Монреаль Канадиенс в матче с Бостон Брюинз в апреле 2009

Спорт в Квебеке — важная часть культуры провинции.
Хоккей занимает особое место в жизни Квебека, как национальный вид спорта. Монреаль Канадиенс — профессиональный клуб Национальной хоккейной лиги (НХЛ). Этот клуб, основанный в 1909 году, является одним из ключевых клубов основанных в 1917—1918 гг. Пять других клубов из Квебека были частью хоккейной лиги: Квебекские Бульдоги (1911—1917 Национальная хоккейная ассоциация и НХЛ 1919—1920), «Квебек Нордикс» (НХЛ 1979—1995), Монреаль Шэмрокс (1909—1910), Монреаль Уондерерс (с 1909 по 1917 и НХЛ 1917) и Марун де Монреаль (НХЛ 1924—1938).
Монреаль Канадиенс играют домашние матчи на арене «Белл-центр», вместимость которой является крупнейшей в НХЛ с 21 273 местами. Клуб принял 34 раза участие в финальной части Кубка Стэнли и выиграл 24 разa, что является рекордом лиги.
Со своей стороны, «Квебек Нордикс» (играла на арене «Квебекский Колизей» вместимостью 15399 мест) старый клуб в НХЛ. Эта команда вошла в историю культуры и спорта в Квебеке, и способствовала естественной конкуренции между Квебеком и Монреалем, до переезда в 1995 году в штате Колорадо (США).
С 1996 года, команда Alouettes de Montréal играет в Канадской футбольной лиге. Клуб был основан в 1946 году, но после нескольких трудных лет, команда была расформирована в 1987 году. В 1996 году Балтиморские Жеребцы переехал в Монреаль на стадион Молсон, и команда была переименована в «Алуэтт». 29 ноября 2009 года команда выиграла 97-й Кубок Грея, после мяч, вырвавшего победу со счётом 28-27 у Саскачеванских Roughriders за 4 секунды до конца матча.

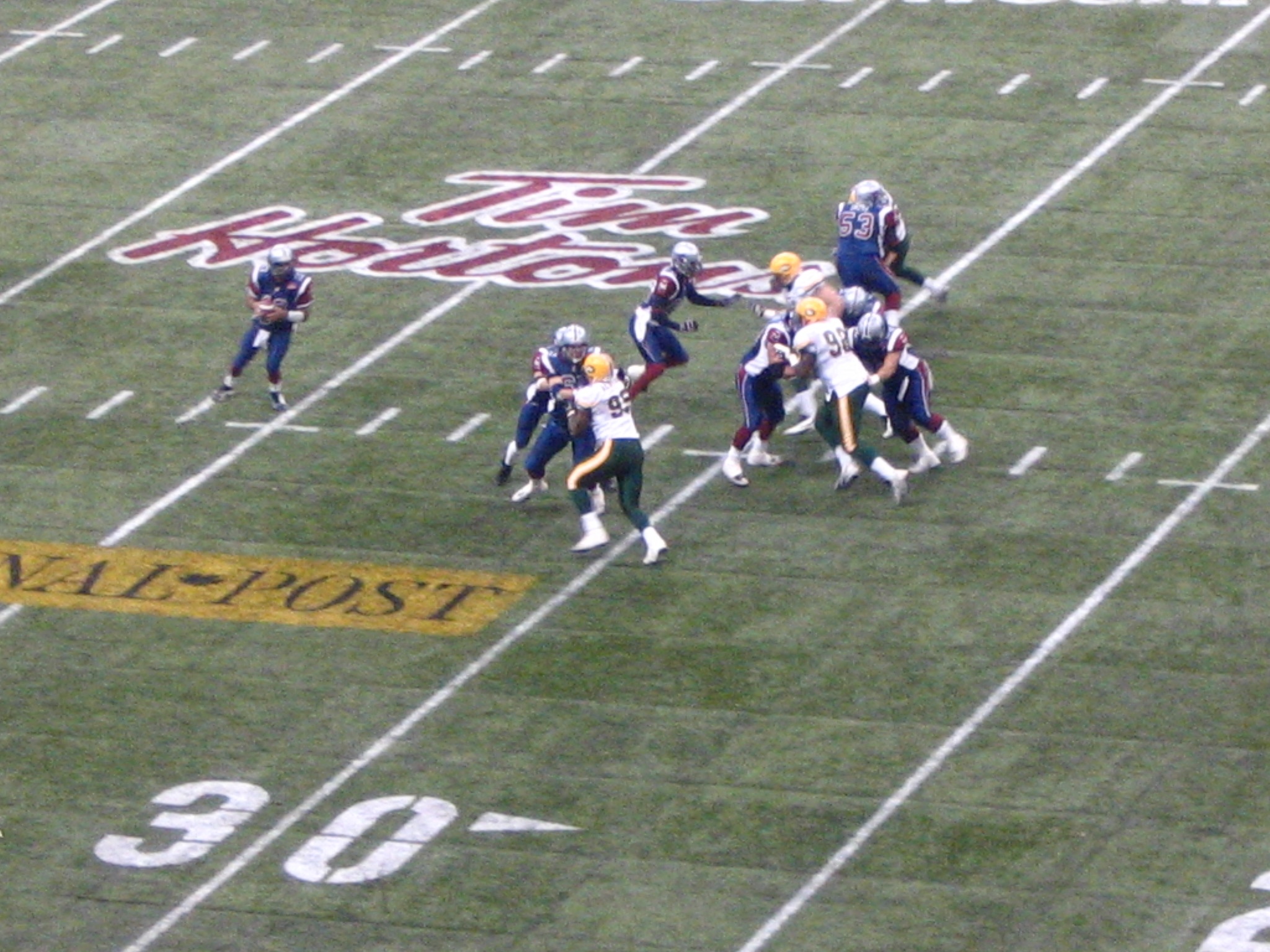
Alouettes de Montréal в игре за кубок Грея в 2005 году

До 2004 года, «Монреаль Экспос» играли в высшей лиге бейсбола (MLB). Основанная в 1968 году, команда переехала на Олимпийский стадион в Монреале (вместимость 43 739 мест в бейсбольном режиме). Переехав 27 мая 1968 года, она обязана своим названием Ярмарке Монреальского Мира («Земля людей»). После сезона 2004 года команда переехала в Вашингтон.